# Carl Smith (musiker)
Carl Smith, född 15 mars 1927 i Maynardville, Tennessee, död 16 januari 2010 i Franklin, Tennessee, var en amerikansk countrysångare och gitarrist. Några av hans hits var "Kisses Don't Lie", "Are You Teasing Me" och "Hey Joe". Han slutade uppträda 1979.
2003 invaldes han i Country Music Hall of Fame.
Smith var 1952–1957 gift med June Carter och är far till Carlene Carter. Smith avled den 16 januari 2010 efter en tids sjukdom.

## Diskografi (urval)
Album (topp 50 på Billboard Charts - Top Country Albums)
- 1963 – The Tall, Tall Gentleman (#12)
- 1964 – There Stands the Glass (#9)
- 1966 – Man with a Plan (#18)
- 1967 – The Country Gentleman (#22)
- 1967 – The Carl Smith Special: The Country Gentleman Sings His Favorites (#34)
- 1968 – Deep Water (#28)
- 1968 – Country On My Mind (#42)
- 1969 – Faded Love and Winter Roses (#23)
- 1969 – Carl Smith's Greatest Hits, Vol. 2 (#40)
- 1969 – Carl Smith Sings a Tribute to Roy Acuff (#48)
- 1970 – I Love You Because (#44)
- 1970 – The Carl Smith Anniversary Album: 20 Years of Hits (#34)
- 1972 – Don't Say You're Mine (#34)
- 1972 – If This Is Goodbye (#28)
- 1975 – The Way I Lose My Mind (#47)

Singlar (topp 10 på Billboard Hot Country Songs)
- 1951 – "Let's Live a Little" (#2)
- 1951 – "Mr. Moon" (#4)
- 1951 – "If Teardrops Were Pennies" (#8)
- 1951 – "Let Old Mother Nature Have Her Way" (#1)
- 1952 – "(When You Feel Like You're in Love) Don't Just Stand There" (#1)
- 1952 – "Are You Teasing Me" (#1)
- 1952 – "It's a Lovely, Lovely World" (#5)
- 1952 – "Our Honeymoon" (#6)
- 1953 – "That's the Kind of Love I'm Looking For" (#9)
- 1953 – "Just Wait 'Til I Get You Alone" (#7)
- 1953 – "Orchids Mean Goodbye" (#4)
- 1953 – "Trademark" (#2)
- 1953 – "Do I Like It?" (#6)
- 1953 – "Hey Joe" (#1)
- 1954 – "Satisfaction Guaranteed" (#7)
- 1954 – "Dog-Gone It, Baby, I'm in Love" (#7)
- 1954 – "Back Up Buddy" (#2)
- 1954 – "Go, Boy, Go" (#4)
- 1954 – "Loose Talk" (#1)
- 1954 – "More Than Anything Else in the World" (#5)
- 1955 – "Kisses Don't Lie" (#5)
- 1955 – "There She Goes" (#3)
- 1955 – "You're Free to Go" (#6)
- 1955 – "I Feel Like Cryin" (#7)
- 1956 – "You Are the One" (#4)
- 1956 – "Doorstep to Heaven" (#6)
- 1956 – "Before I Met You" (#6)
- 1956 – "Wicked Lies" (#9)
- 1957 – "Why, Why" (#2)
- 1958 – "Your Name Is Beautiful" (#6)
- 1959 – "Ten Thousand Drums" (#5)
- 1967 – "Deep Water" (#10)